# Manyara (region)
Manyara – region (mkoa) w Tanzanii.
W 2002 roku region zamieszkiwało 1 037 605 osób. W 2012 ludność wynosiła 1 425 131 osób, w tym 717 085 mężczyzn i 708 046 kobiet, zamieszkałych w 273 284 gospodarstwach domowych.
Region podzielony jest na 6 jednostek administracyjnych drugiego rzędu (dystryktów):
- Babati Town Council
- Babati District Council
- Hanang District Council
- Mbulu District Council
- Simanjiro District Council
- Kiteto District Council